# 野蛮人柯南 (1982年小说)
《野蛮人柯南》是L. Sprague de Camp、Lin Carter和Catherine Crook de Camp所创作的幻想小说，改编自罗伯特·欧文·霍华德的小说《蛮王柯南》。是同年上映的同名电影的小说版。班坦图书公司（Bantam Books）于1982年5月出版了该小说平装版的第一版。Robert Hale公司于1983年出版了该小说精装版的第一版，Sphere Books公司于1988年4月出版了该小说的英国版的第一版。